# Euphyia bilineata
Euphyia bilineata är en fjärilsart som beskrevs av Carl von Linné 1758. Euphyia bilineata ingår i släktet Euphyia och familjen mätare. Inga underarter finns listade i Catalogue of Life.

## Bildgalleri

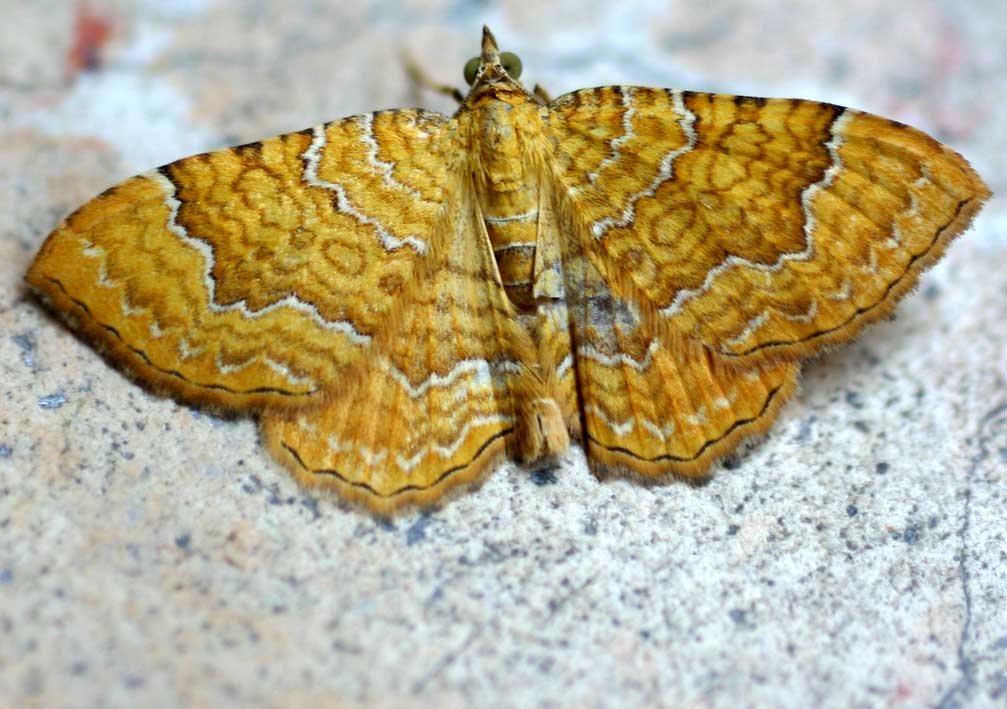
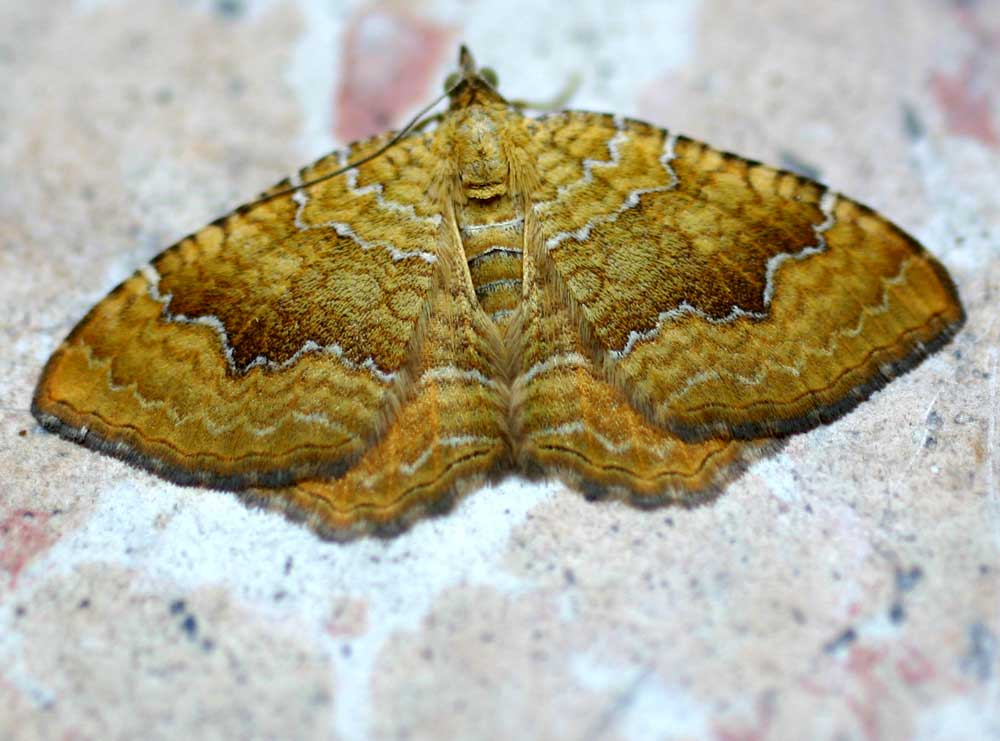